# クリスティアン・ガライ
クリスティアン・マルセロ・ガライ・レイエス（Cristián Marcelo Garay Reyes、1989年4月8日 - )は、チリのサッカー審判員。
2018年2月からプリメーラ・ディビシオンで審判を務めており、すでに90試合以上を審判している。2019年から国際サッカー連盟 (FIFA) に国際審判員として登録されており、コパ・リベルタドーレス、コパ・スダメリカーナなどのサッカーの国際試合の審判を務めている。 
コパ・アメリカ2024でも主審を務めた。